# Ардебиль
Ардеби́ль (перс. اردبیل‎, МФА: Ardebilо файле — Эрдебиль, азерб. اردبیل / Ərdəbil) — город на северо-западе Ирана, на реке Карасу, впадающей в Аракс, на высоте 1800 м над уровнем моря. Административный центр остана Ардебиль. Большинство населения составляют этнические азербайджанцы.
Играет важную роль в экономике и политике Ирана. Узел шоссейных дорог. Аэродром. Теплоэлектростанция. Центр ковроткачества. Население города составляет 421 262 жителей (2006).

## История

### Ранняя история
Арабским авторам было известно другое название города Ардебиля — Бадан Файруз. Это название, также приводимое в географическом словаре Якута, объясняется тем, что город был построен шахиншахом Перозом (459—484). По утверждению Балазури, резиденцией марзбана был Ардебиль. Фирдоуси и Якут основание города связывают с деятельностью шаханшаха Пероза, Казвини относит закладку к более ранyему времени. Ардебиль считался убежищем и местом святости праведных.
У армянского историка VIII века Гевонда упоминается в форме Артавет. В 730 году в его окрестностях произошла крупная битва арабов с хазарами. После арабского завоевания был административным и военным центром одной из областей Халифата. В 1220 году взят и разрушен монголами, но затем возродился. В книге Ашкāл-и акāлим говорится, что Ардебиль — это город в Армении и в этом городе много краски кирмиз; у жителей этих мест обычай окрашивать шерсть этой краской.

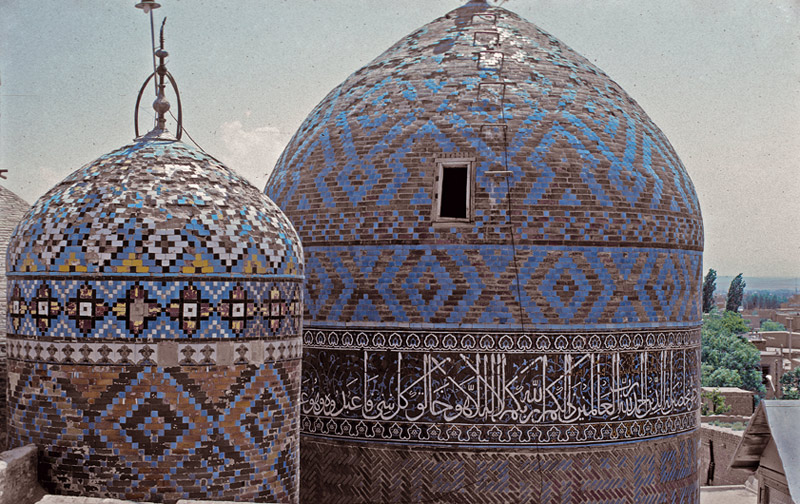
Мавзолей шейха Сефи ад-Дина

Ещё в первой половине XIV века, при Хамдаллахе Казвини, жители города считались суннитами шафиитского толка. К этому времени относится деятельность родившегося в Ардебиле шейха Сефи ад-Дина (1252—1334), основателя тариката Сефевие. Потомки шейха, принявшие шиизм, создали теократическое государство с центром в Ардебиле, основной силой которого были их мюриды из числа кочевых тюркских племён, носившие тюрбаны с 12 красными полосами и оттого прозванные «кызылбаши» («красноголовые»). В Ардебиле начал свою кампанию по объединению Ирана Исмаил I, там же он скончался и был похоронен. Столицей государства стал Тебриз, но Ардебиль сохранял значение и при потомках Исмаила. Расположение на прохладном плоскогорье, среди виноградников, фруктовых садов и минеральных источников, делало его любимым местом пребывания персидского двора. Путешественники XVII века Адам Олеарий и Жан Шарден описывают Ардебиль как один из значительнейших городов тогдашней Персии. Вследствие обилия орошения путешественники сравнивают Ардебиль с Венецией; по той же причине грязь его улиц уже в X веке вошла в поговорку («Город грязнее Ардебиля» — Макдиси о Кяте, столице Хорезма).
Согласно свидетельствам арабских авторов, жители Байлакана, Ардебиля и Бардаа считали основателями своих городов одноимённых сыновей Арминия—этнарха армян. Это, надо полагать, говорит об участии в этногенезе армян местного фрако-киммерийского этнического элемента, которое в местных преданиях отразилось в лице эпонимов указанных городов. Так, в 1209 г., ардебильский султан, воспользовавшись отсутствием Долгоруких, напал врасплох на Ани и ограбил город. Долгорукие немедленно собрали войско, в свою очередь разграбили Ардебиль, взяли в плен самого султана и вернулись в Ани с богатой добычей.
Согласно ал-Мукаддаси в горных селениях Ардебиля говорили на 60 языках. Это население, принадлежавшее к различным этнолингвистическим группам и говорившее на непонятных арабам языках, они называли «кафирами» (неверными), а их язык «языком кафиров» . После арабского завоевания столицей Адербайгана стал г. Ардебиль. Население состояло из иранцев, говоривших на разных диалектах персидского языка. Арабы, разместившиеся здесь после завоевания, к середине Х в. слились с местным иранским населением. Однако первым крупным городом Азербайджана, подвергшимся жестокому разрушению, был Ардебиль. В этом вопросе совпадают мнения двух крупных историков начала ХIII в, Ибн ал-Асира и Якута Хамави, непосредственных свидетелей монгольских нашествий: «Потом на него (Ардебиль) напали татары и уничтожили его (жителей) после того, как я его покинул. Между ними (татарами) и его жителями произошло несколько сражений, и жители защищались как нельзя лучше, так что они дважды отбросили их от него. Но те в третий раз вернулись к ним, так как они ослабев не могли устоять против ннх, то их победили (жители), и взяли город силой. Они (татары) напалн на мусульман, перебили их, не оставив никого из замеченных ими, и лишь те спаслись, кто сумел скрыться от них. Разрушив город основательно, они ушли от него и он оставался долго в таком униженном виде разрушения и малолюдия, но теперь он снова принял свой первоначальный вид и даже стал лучше. Он находится ещё в руках татар».

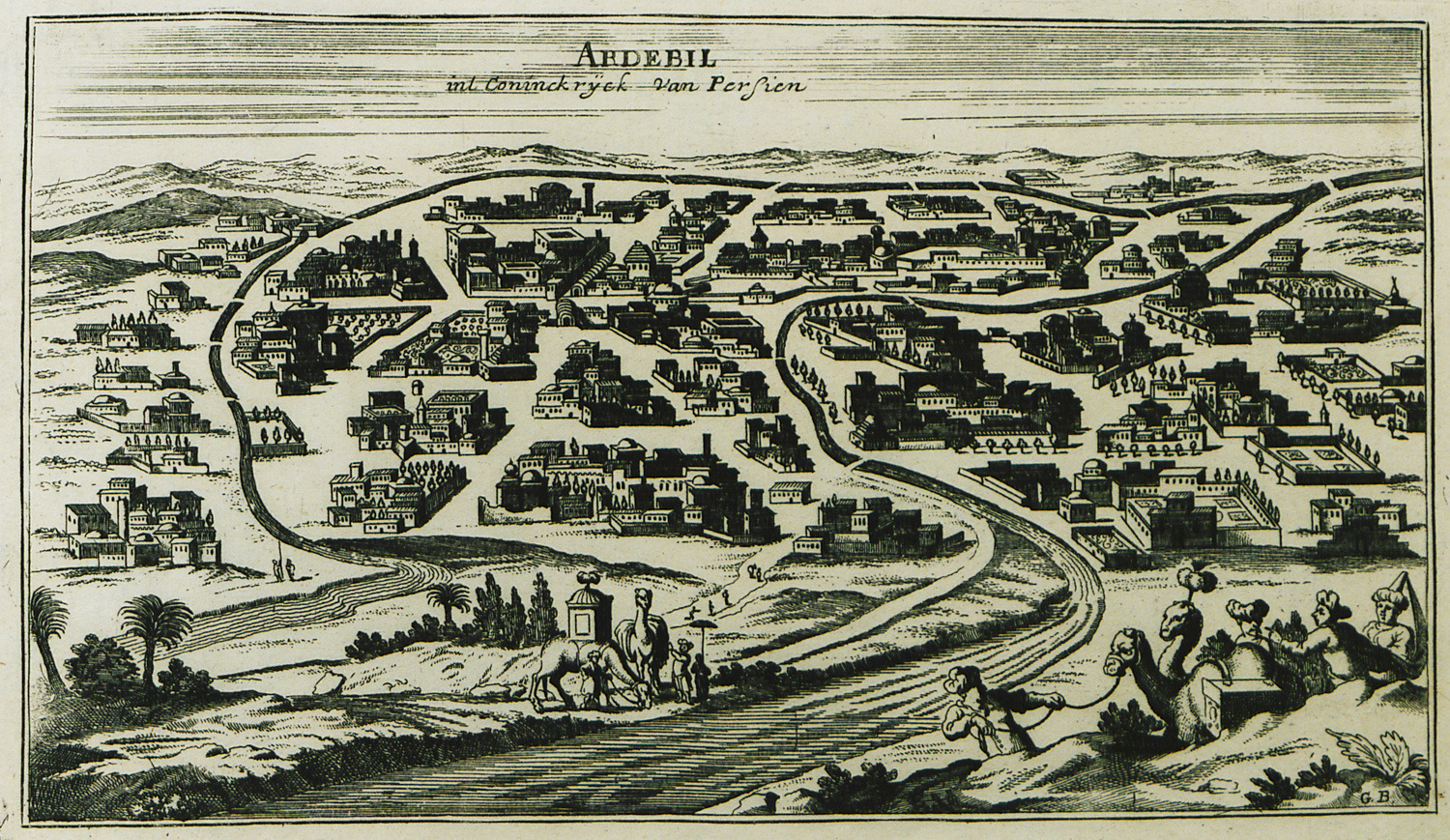
Ардебиль в 1690 году

Ардебиль тюркизировался в XV—XVI вв., до того в городе говорили на иранском языке азери, являющемся предком современного талышского языка. Ардебиль лежал в талышинских горах и имел довольно прочно выстроенную цитадель.
В мае 1722, после 17-дневной осады, кайтагский уцмий Ахмед-хан и лезгинский правитель Хаджи-Давуд, в ходе антииранского восстания, взяли и разграбили Ардебиль. По другой версии лезгины опустошили и разграбили Ардебиль; там они оставались 14 дней, но когда услышали, что грузины прибыли к берегу Куры, бежали из Ардебиля в Шемаху.
В 1778 году Ардебиль был взят и разграблен кайтагским уцмием Амир-Хамзой.
В начале XIX века в Ардебиле находился лагерь принца Аббас-Мирзы, который под руководством французского генерала Гарданна укрепил город по европейской системе и сделал его оплотом против русских. Во время русско-персидской войны 1826—1828 гг. Ардебиль был взят Паскевичем, но по Туркманчайскому договору снова возвращён Персии. Исключение составила богатая библиотека, в своё время пожертвованная городу в виде вакфа Аббасом Великим (1587—1629). Бо́льшая часть библиотеки, содержащая редкие и ценные рукописи, была отправлена в качестве военной добычи в Петербург и передана в фонды Императорской публичной библиотеки.

### Ардебильское ханство
В XVIII веке Ардебиль был центром одноимённого ханства, возникшего на территории Иранского Азербайджана после смерти Надир Шаха и распада его державы в 1747 году. Ханство было образовано на территории Ардабильского округа, наследственного ульке рода шахсевен. Основателем ханства был знатный представитель рода шахсевен — Бедир-хан. Он правил ханством до 1763 года. Ардебильское ханство занимало обширную территорию от реки Аракс и Мугана на севере до реки Кызылузен на юге. Шахсевены составляли большинство населения Ардебиля и окрестностей. Ханство периодически попадало под влияние Карабахского ханства, так же как и ханства Нахичеванское, Гянджинское и Эриванское.

### Современность

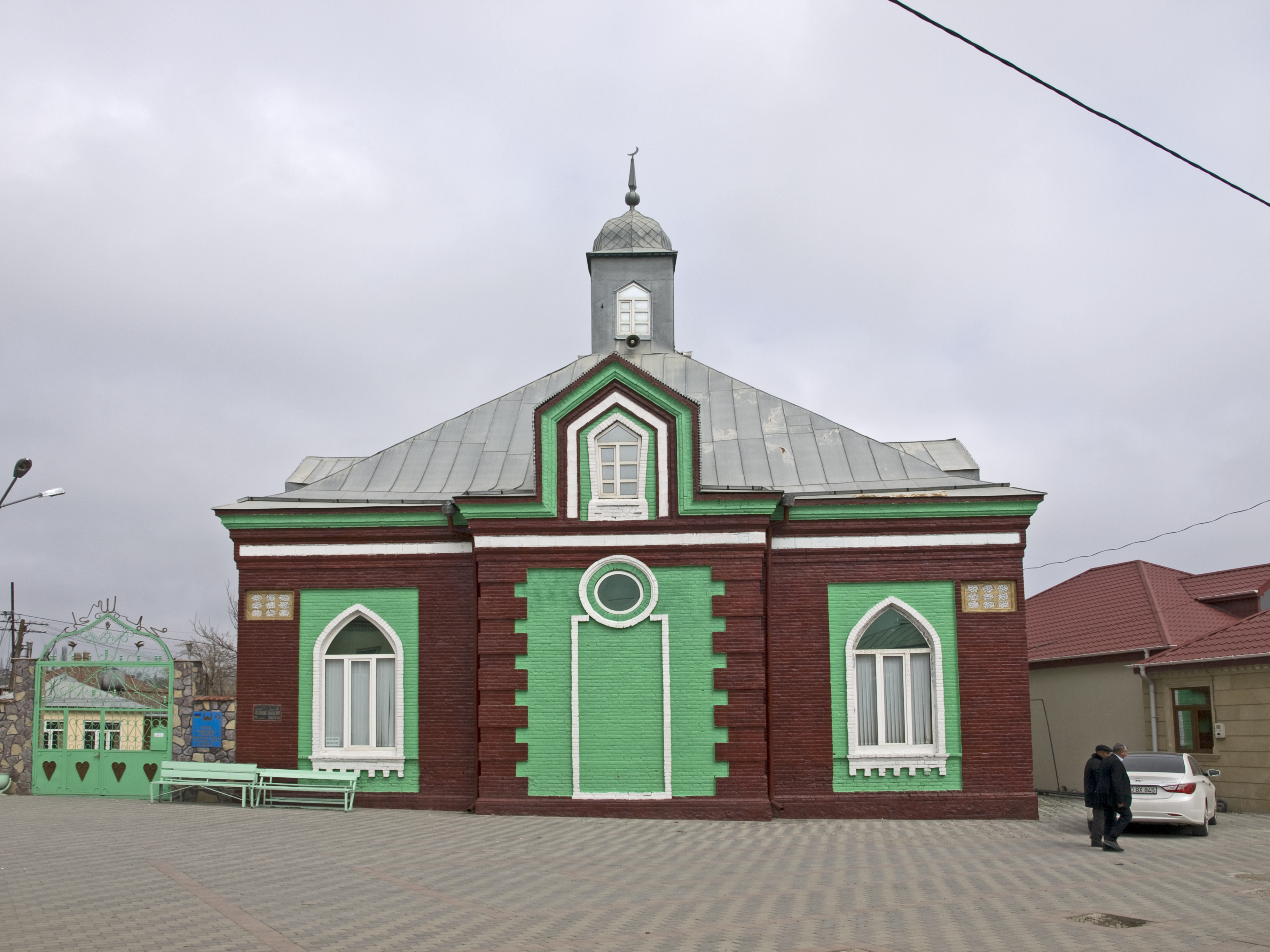
Мечеть Ардебиль (Губа, Азербайджан

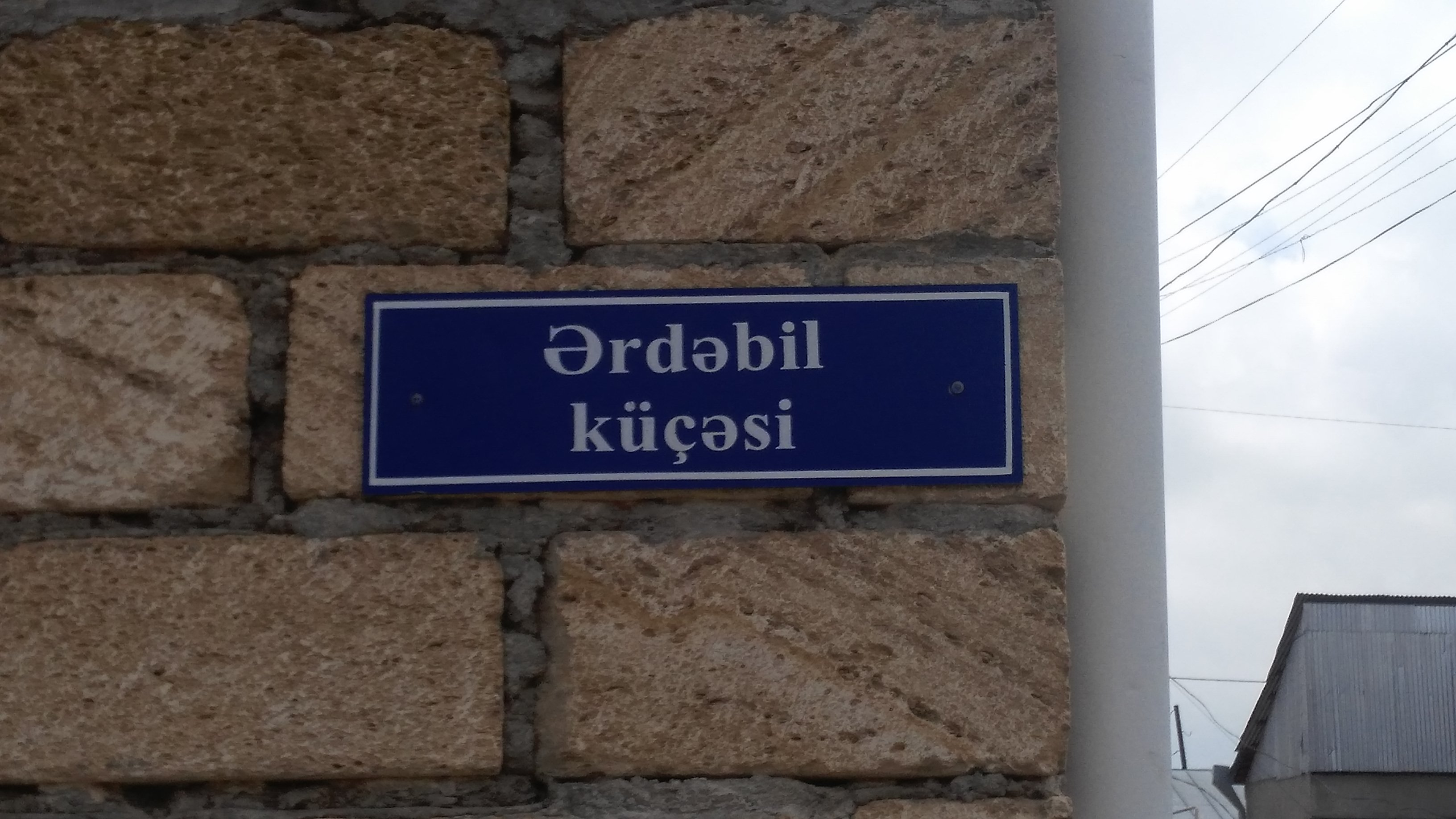
Ардебильская улица в городе Губа (Азербайджанская Республика)

После Первой мировой войны основное население Ардебиля составляли азербайджанские тюрки.
До революции в городе располагалось Российское консульство. К северу от города расположено селение Берзенд некогда бывшее торговым городом армян.
25 августа 1941 года началась Иранская операция в ходе которой 26 августа 53-я советская армия заняла Ардебиль. Спустя 3 года после советской оккупации 12 декабря 1945 года Ардебиль вошёл в состав Демократической Республики Азербайджан, созданной при участии СССР и просуществовавшей до декабря 1946 года, когда Советский Союз вывел войска из Ирана.
В некоторых городах Азербайджанской республики таких как Губа, Шамахы существуют кварталы «Ардебиль» образованные выходцами из Ардебиля.
Ардебиль занимает второе место среди городов в Иране по числу погибших в ходе ирано-иракской войны.
28 февраля 1997 года в городе произошло сильное землетрясение (Ардебильское землетрясение), жертвами которого стали около 1100 человек.

## Экономика

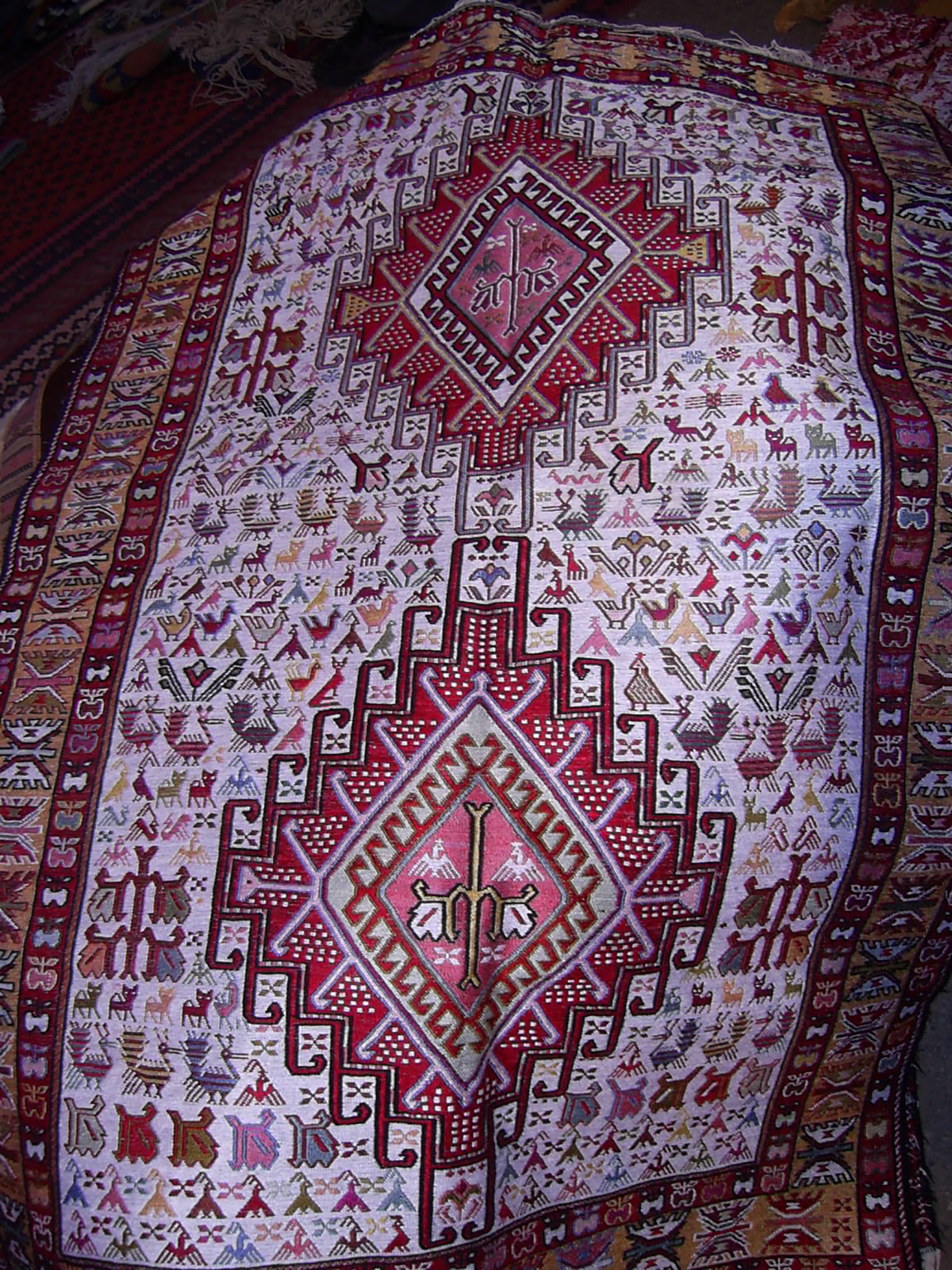
Ардебильский «килим» (Ардебильский коврик)

В городе функционирует ковроткацкая фабрика, цементный и гипсовый заводы, завод химических полимеров и аэропорт. В 2006 году в городе построена самая большая на Ближнем Востоке текстильная фабрика.

## Достопримечательности

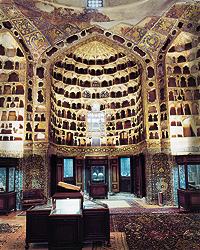
Музей Ардебиля

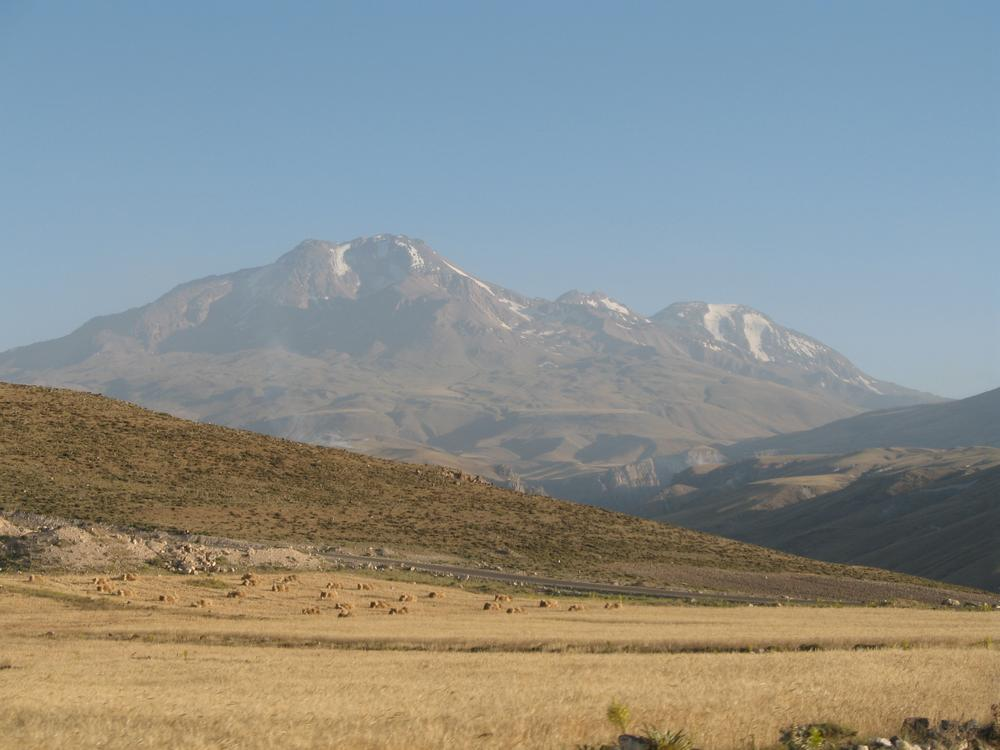
Себелан

- Историко-архитектурный комплекс (XVI—XVII вв.) мавзолея шейха Сефи ад-Дина — памятник Всемирного наследия ЮНЕСКО[40]
- Мечеть Мирза али Алекбера
- Джума мечеть
- Мавзолей Имамзаде Салеха
- Крепость «Кохне Гала»
- Музей Ардебиля
- Старые мосты, большая часть из которых построена в эпоху правления Сефевидов, самый знаменитый из которых мост «Йеди-гёзлю» (Семиглазый).
- Армянская церковь Святой Марии
- Себелан — потухший стратовулкан высотой 4811 м к западу от города
- Озеро Шурабиль

Джума мечеть (букв.: Пятничная мечеть) находится на северо-востоке Ардебиля и располагается на небольшом возвышении. Фактически это — остатки некогда огромной мечети, построенной более тысячи лет назад — во время правления династии Сельджуков (X—XIII в.), и посещавшейся до начала правления Сефевидов. В результате исследований археологов был сделан вывод, что Ардебильская Соборная мечеть сооружена на месте дома, который возник ещё во времена Сасанидов.
Основное строение мечети состояло из четырёх арок и одного купола. При его строительстве использован практически только кирпич, а вот изразцов было совсем мало. Мечеть обладает большою молельнею, где расположен михраб. Чтобы молящиеся могли в большом количестве проходить, было организовано большое число коридоров под основным залом. Рядом с ним находится эйван (веранда), который ардебильцы особо почитают. К нему также ведут коридоры. Если посмотреть на западный отдел мечети, то можно обнаружить минарет цилиндрической формы, типичный для сельджукской архитектуры и украшенный узорами, выложенными из кирпичей. Мечеть подвергалась обновлению уже при Сельджуках, затем — при Ильханидах, Сефевидах и Каджарах. В 1936 г. было принято решение включить мечеть в Список культурных достопримечательностей Ирана.
Музей дикой природы Ардебиля расположен около озера Шурабиль. В настоящее время в нём выставлены около 120 видов живых существ (в том числе 20 млекопитающих, 80 птиц, 12 рыб и пресмыкающихся и 8 редких и уникальных видов животных, которые водятся в районе Ардебиля). В музее есть модели дикой жизни животных, в частности, в условиях водоема и в садово-парковых условиях, на площади 1,2 км²; а в террариуме, в аквариумах обитают живые рептилии и змеи.
Мост «Хафт-чешмэ» (перс., букв.: Семь источников) в Ардебиле перекинут через реку Балыклы-Чай (азерб., букв.: Рыбная река). Он известен также под азербайджанским названием Йеди-Гёзлю, означающим «Семиглазый». Он был создан во время правления Сефевидов и состоит из семи арок из кирпича. У этого моста вместе с соратниками останавливался один из деятелей Конституционного движения Саттар-хан. Мост внесён в Список культурного наследия Ирана.
Этнографический музей Ардебиля расположен в здании бани Ага-Нэги (Захыру-ль-Ислам), на площади Али-Капу. В нём представлены 33 манекена в национальной одежде жителей Ардебиля, а также местные письменные памятники и утварь, относящиеся к периоду последних нескольких сотен лет. В музее можно узнать и о способах приготовления традиционных блюд, и об особых обычаях. Здание бани сооружено человеком по имени Захыру-ль-Ислам, ещё в период Ильханидов, а два века спустя она была расширена. В эпоху Каджаров баня была куплена и перестроена Ага-Нэги Мутамину-р-Раайя. В 2000 г. баню выкупило Министерство культуры и создало в ней музей.
Двухэтажный дом Реза-Заде находится в ардебильском квартале Ючдекан. Он сооружен в конце правления Каджаров, и расположен на территории в 928 м², а площадь фундамента — 675 м². На первом и втором этажах расположены по две комнаты (на втором есть ещё и комната для проживания хозяина). Здание построено из красного кирпича, с красивыми колоннами и верандою, а также с окнами в деревянных наличниках. В настоящий момент там расположилось отделение Министерства культуры.

## Демографическая динамика
Население города Ардебиль достаточно быстро растет. Согласно данным четырёх иранских переписей, 1996, 2006, 2011 и 2016 гг., его население менялось следующим образом: 340,4 тыс., 418,3 тыс., 482,6 тыс. и 529,4 тыс. человек. Среднегодовые темпы общего роста населения значительно выросли — с 2,1 % в год в 1996—2006 гг. до 2,9 % в 2006—2011 гг., но затем упали до 1,9 % в 2011—2016 гг. В Ардебиле проживает 87 % населения одноимённого шахрестана.

## Галерея

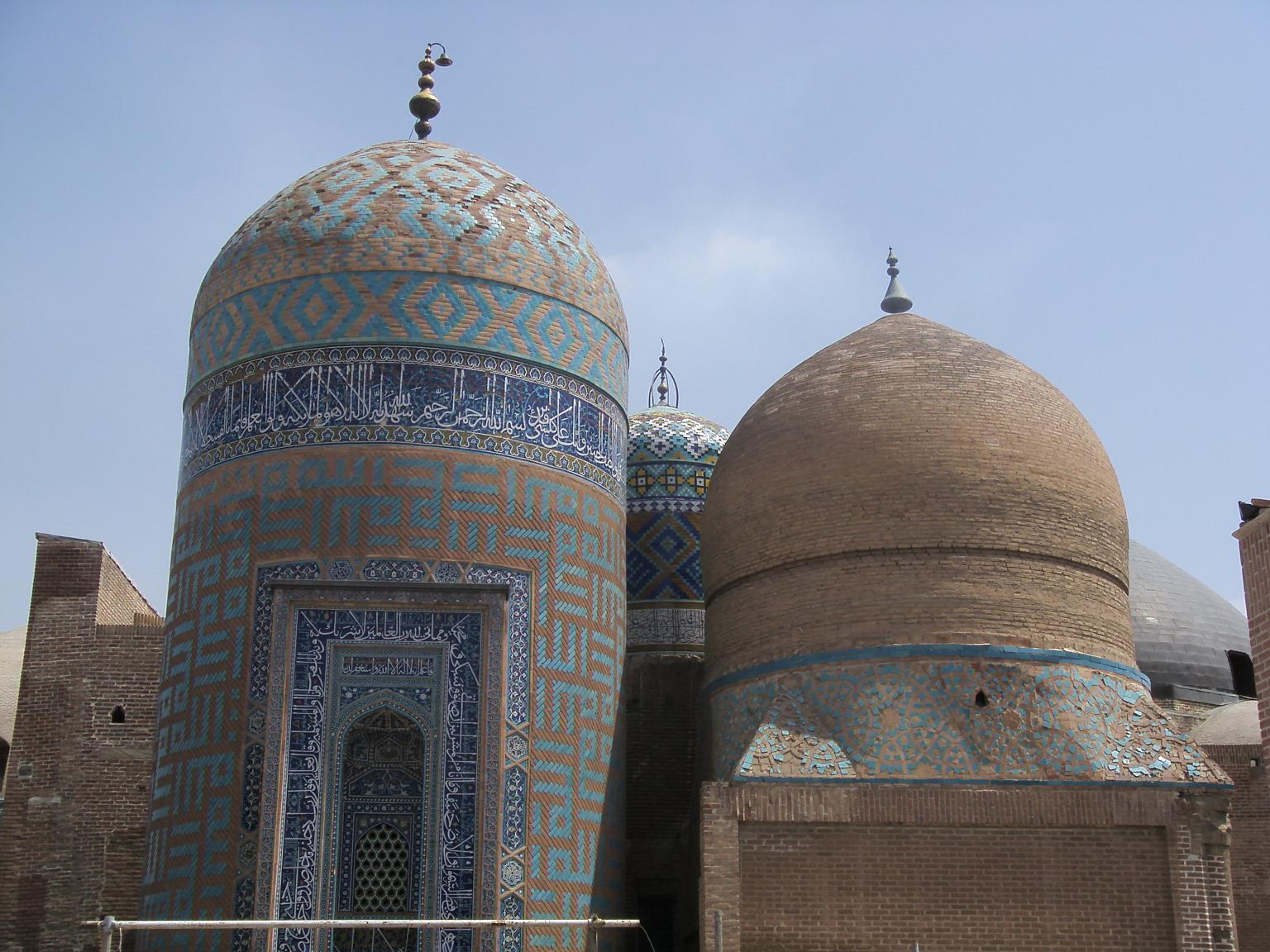
Гробница Сефи ад-Дина
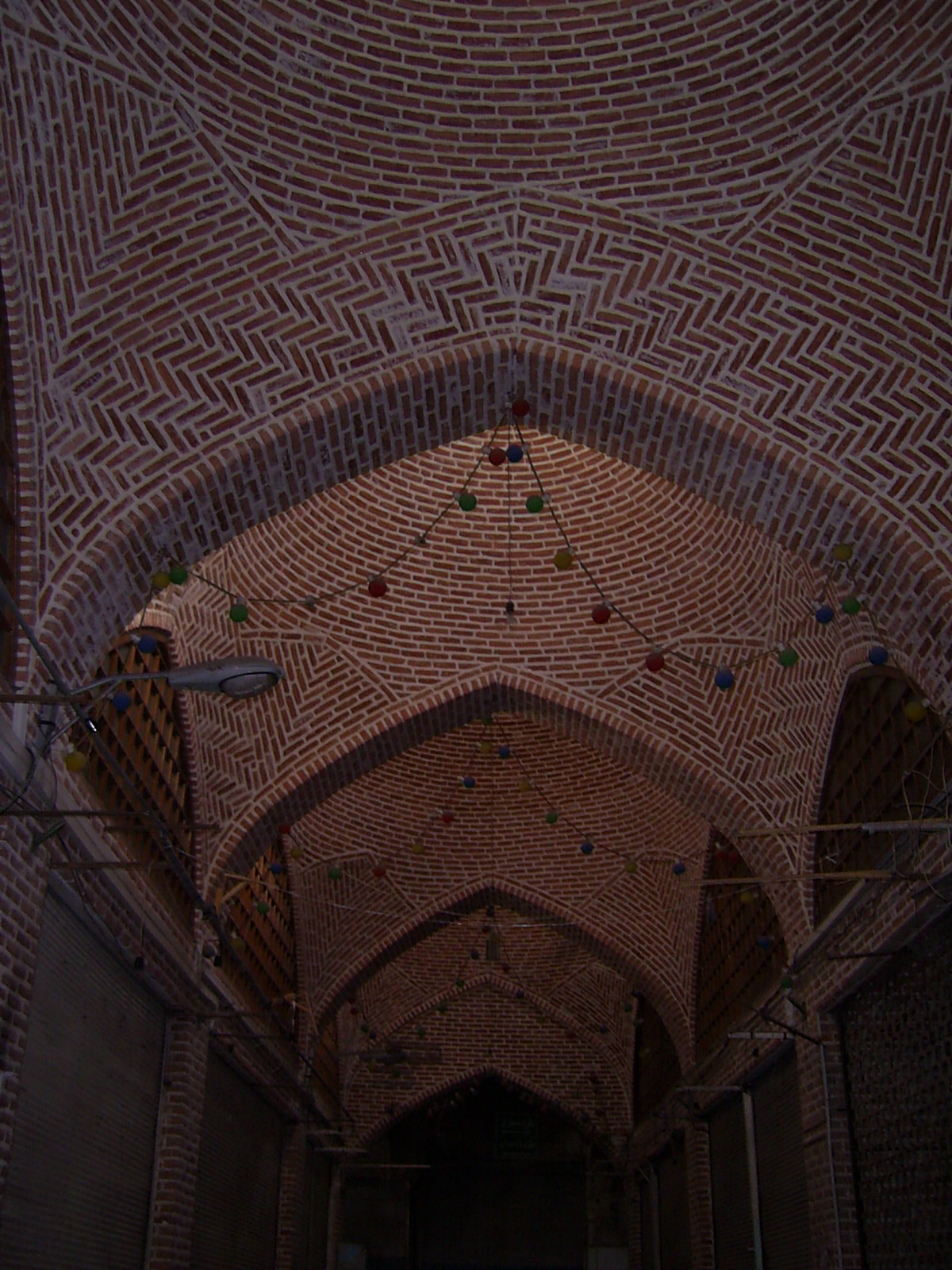
Базар Ардебиля
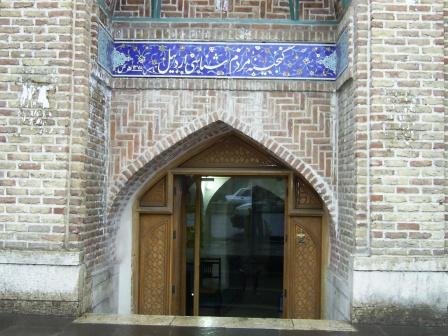
Ардебильский музей антропологии
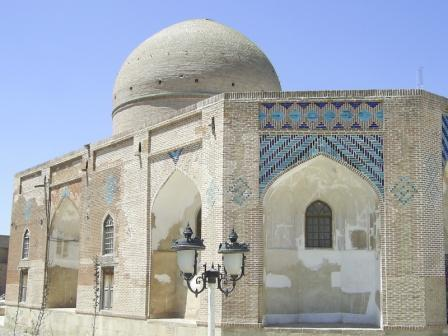
Гробница шейха Джабраила
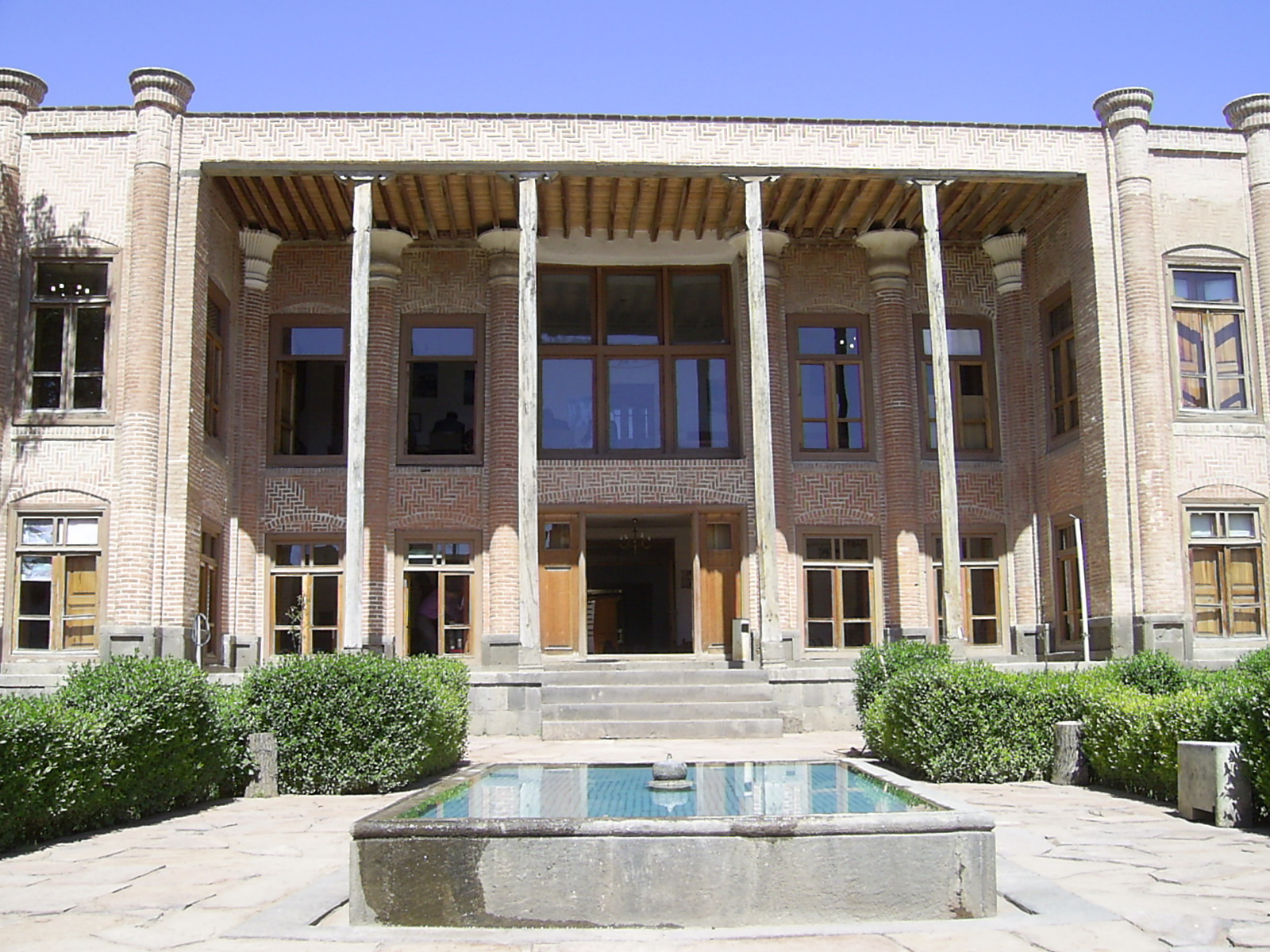
Дом Реза заде
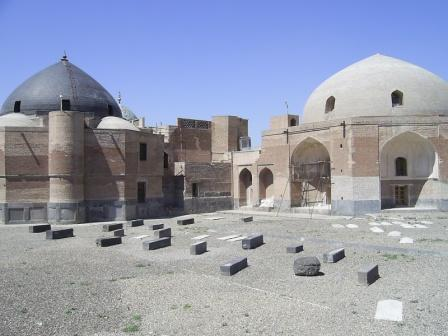
Шахедгах
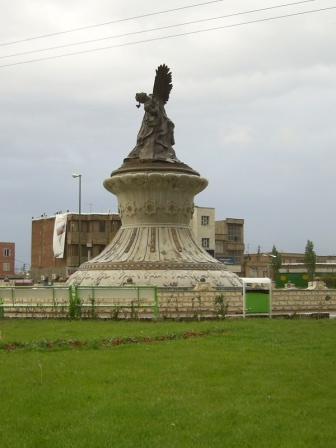
Площадь Джанбазан
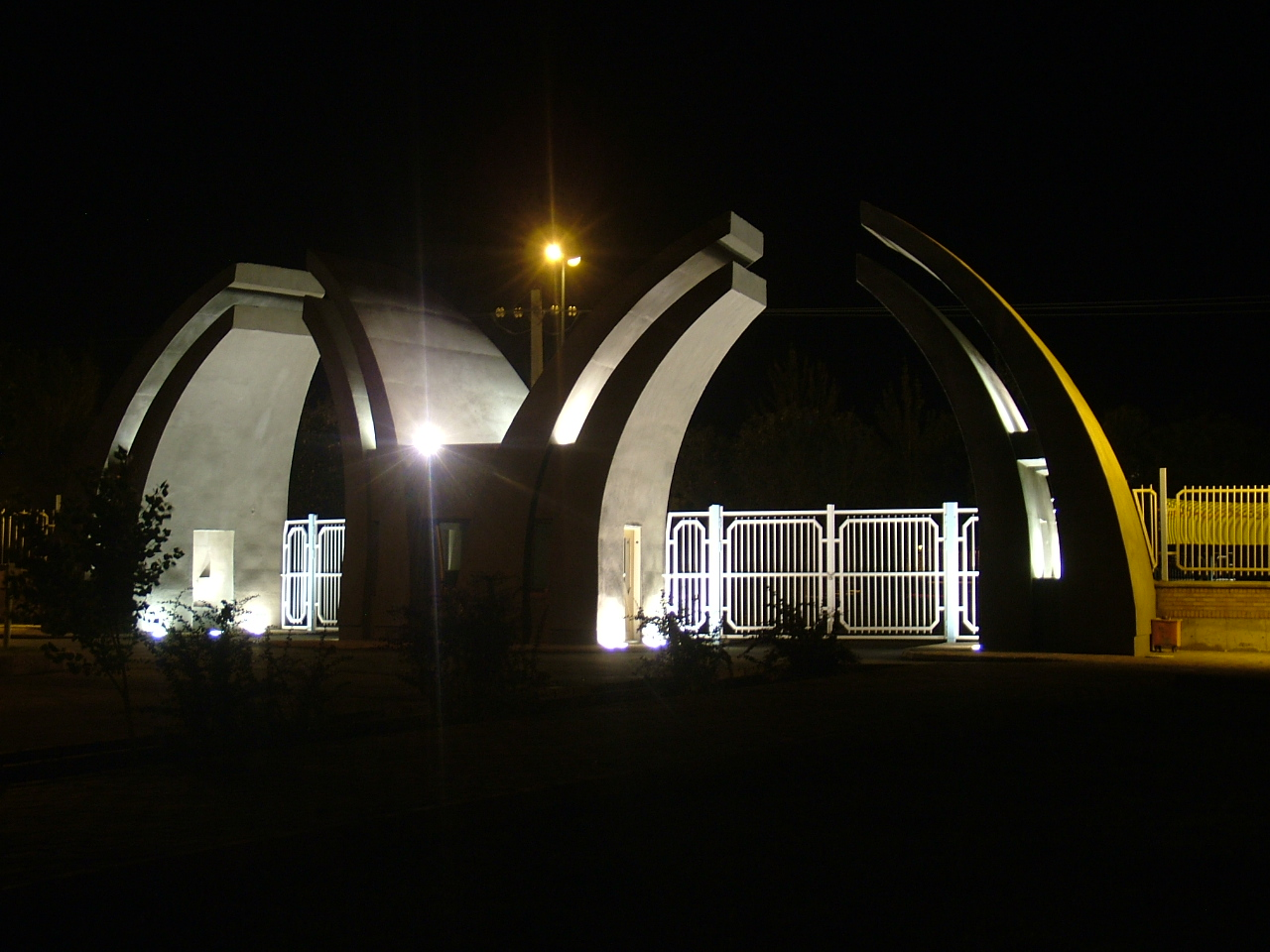
Ардебильский университет Мохагхег
Зима
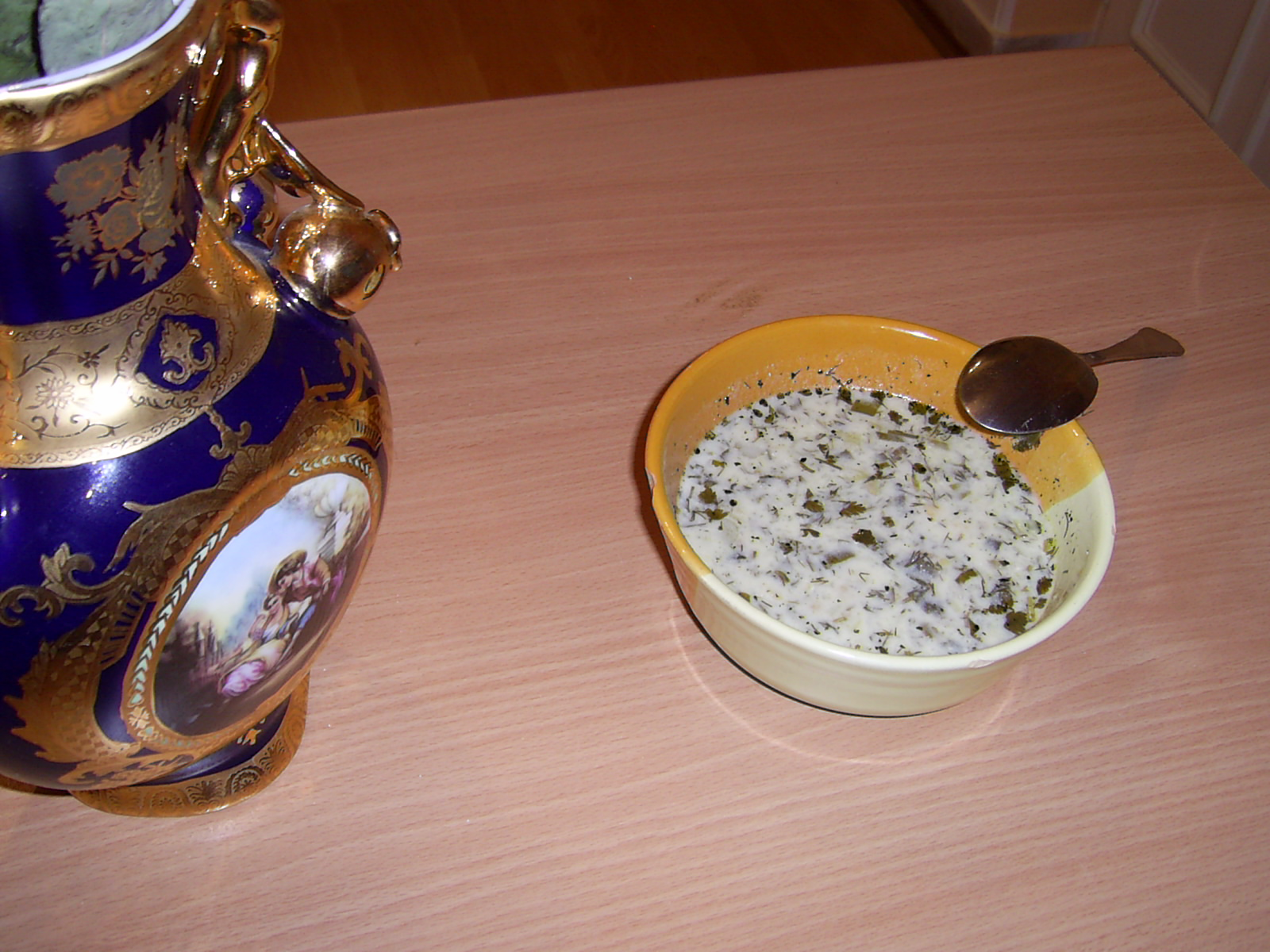
Аш Дуг, известная еда Ардебиля
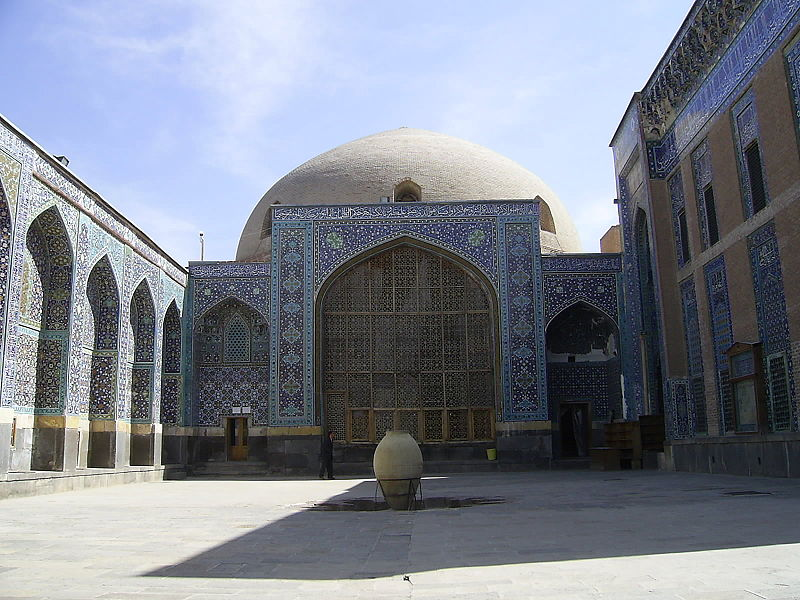
Гробница Сефи ад-Дина
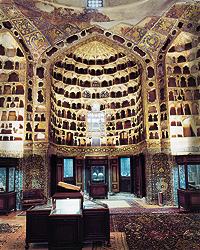
Ардебильский музей
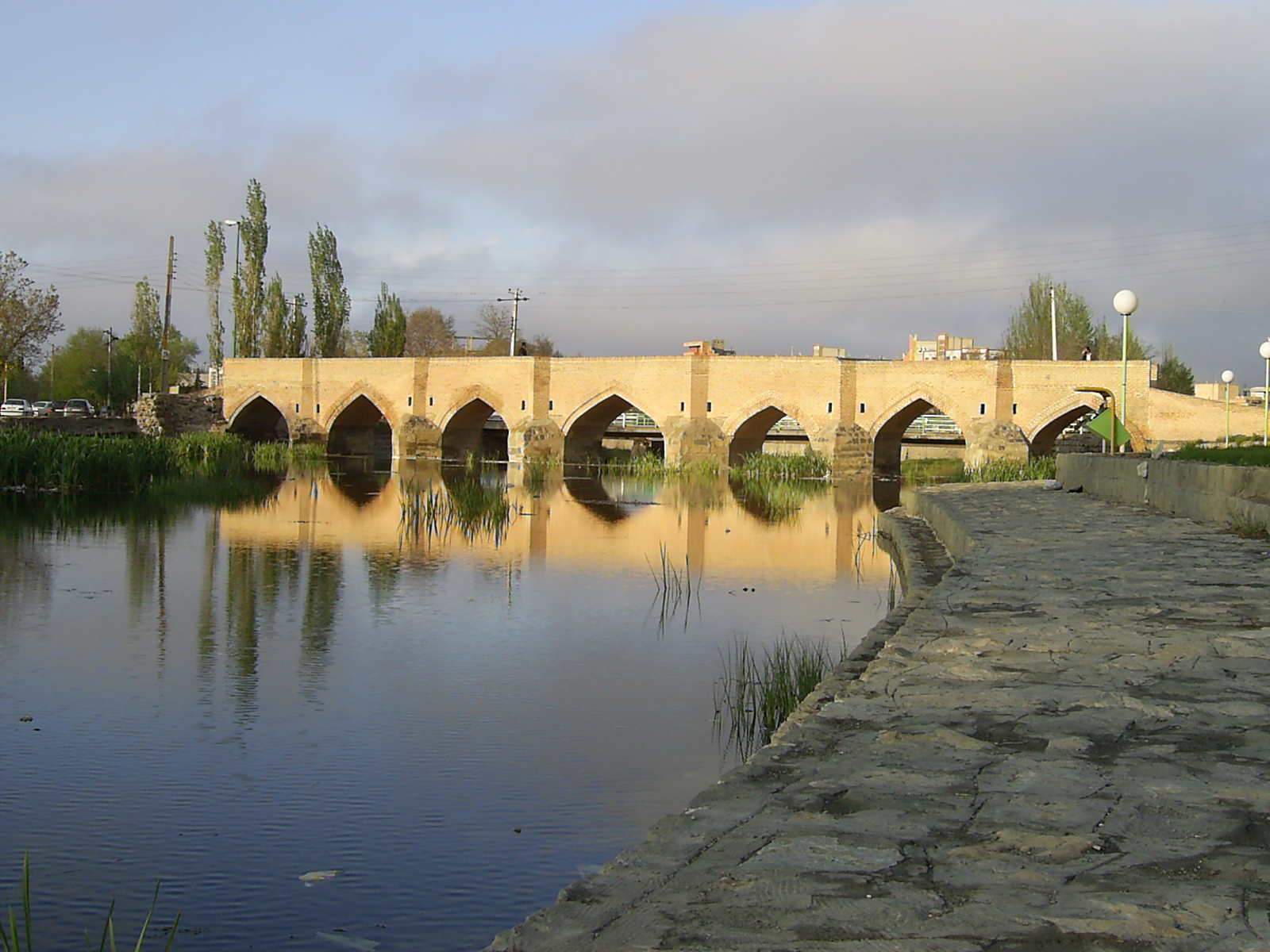
Мост семи глаз
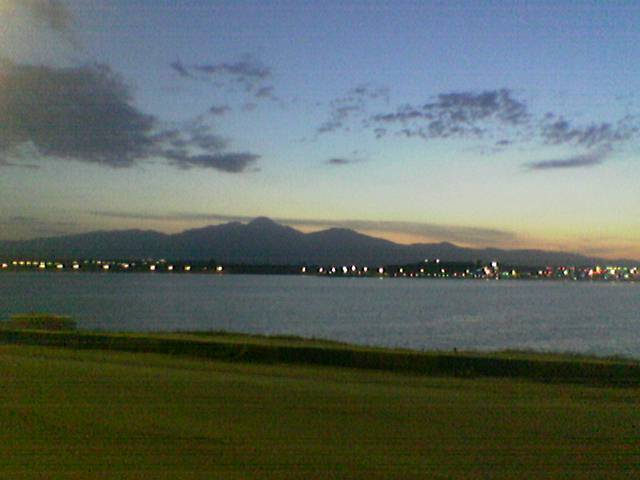
Озеро Шурабиль